# Stameren
Stameren is een natuurgebied en landgoed bij Maarn in de Nederlandse provincie Utrecht.
Stameren ligt op ongeveer 45 meter hoogte tussen de Maarnse Berg en de Zonheuvel. In het gebied staan gevarieerde boomsoorten van allerlei leeftijden. Op het landgoed staan veel verwilderde rododendrons. Het huis Stameren werd in 1904/1905 gebouwd voor Willem Gerrit Wendelaar, op de destijds nog kale Heuvelrug. Doordat de weerelementen daardoor vat hadden op het buiten werd het huis ook wel Waai en Braai genoemd. Van de parkachtige tuin rond dit buiten resteren nog de solitaire bomen op het open heideterreintje voor het huis. Ook de monumentale oprijlaan en de niervormige vijverpartij bleven bewaard.
Het heideveldje in de noordwesthoek van Stameren is een beschermd rijksmonument. Daar bevindt zich naar alle waarschijnlijkheid een urnenveld met grafheuvels uit de ijzertijd. Omstreeks 1950 is een deel van het landgoed verkaveld en kwam er een klein recreatieterrein: De Stamerhoef. Sinds 1980 wonen er circa 28 mensen/gezinnen op dit terrein dat nu de naam draagt 'Park Stamerhoef'. Dit woonpark grenst aan het gebied van landgoed Den Treek en Het Utrechts Landschap. 

## Flora en fauna
De heide en een deel van het omringende bos worden begraasd met een schaapskudde. Verschillende soorten vogels zoals groene specht, ransuil, raaf, bosuil, kerkuil en geelgors zijn in het gebied waargenomen. Diverse uilensoorten broeden er. Ook reptielen zoals hazelworm, ringslang, kamsalamander, kleine watersalamander en zandhagedis komen er voor. Grotere diersoorten in het gebied zijn de boommarter, ree,  das, dwergvleermuis en laatvlieger. Behalve vele bomen en struiken groeien er het blauwe grasklokjes, de witte lelietjes-der-dalen, brem, het maarts viooltje en het zandblauwtje.

## Fotogalerij

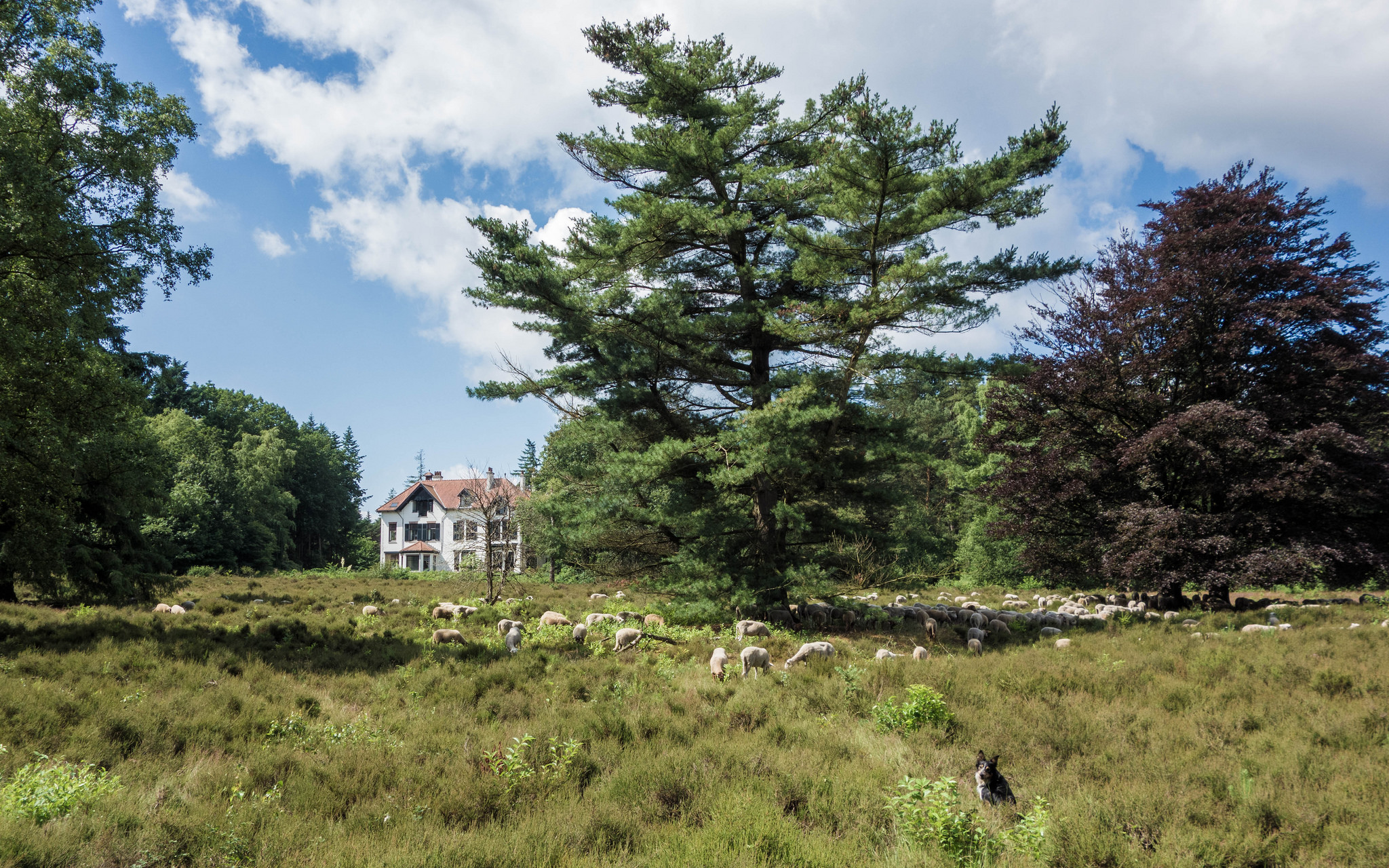
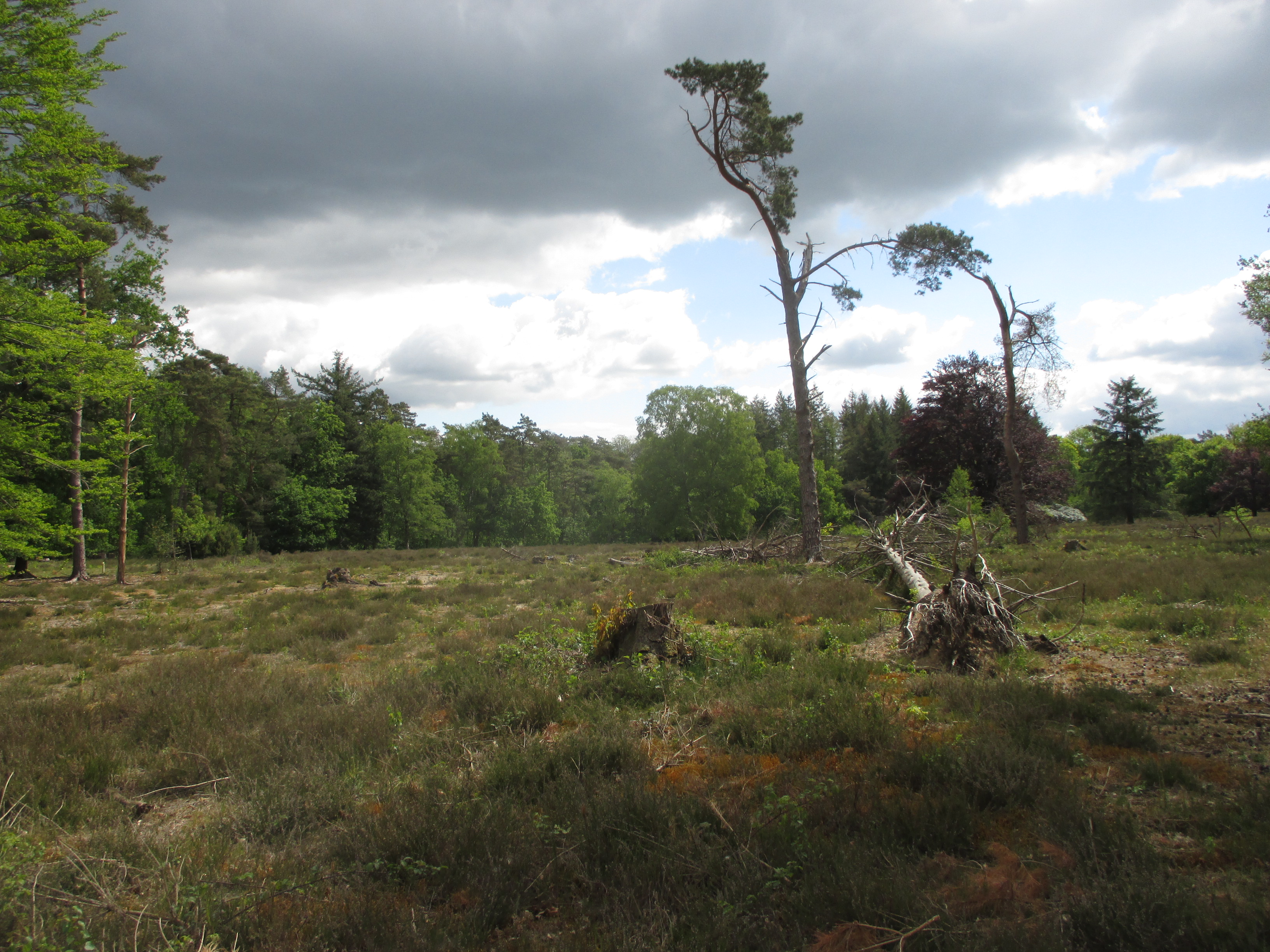
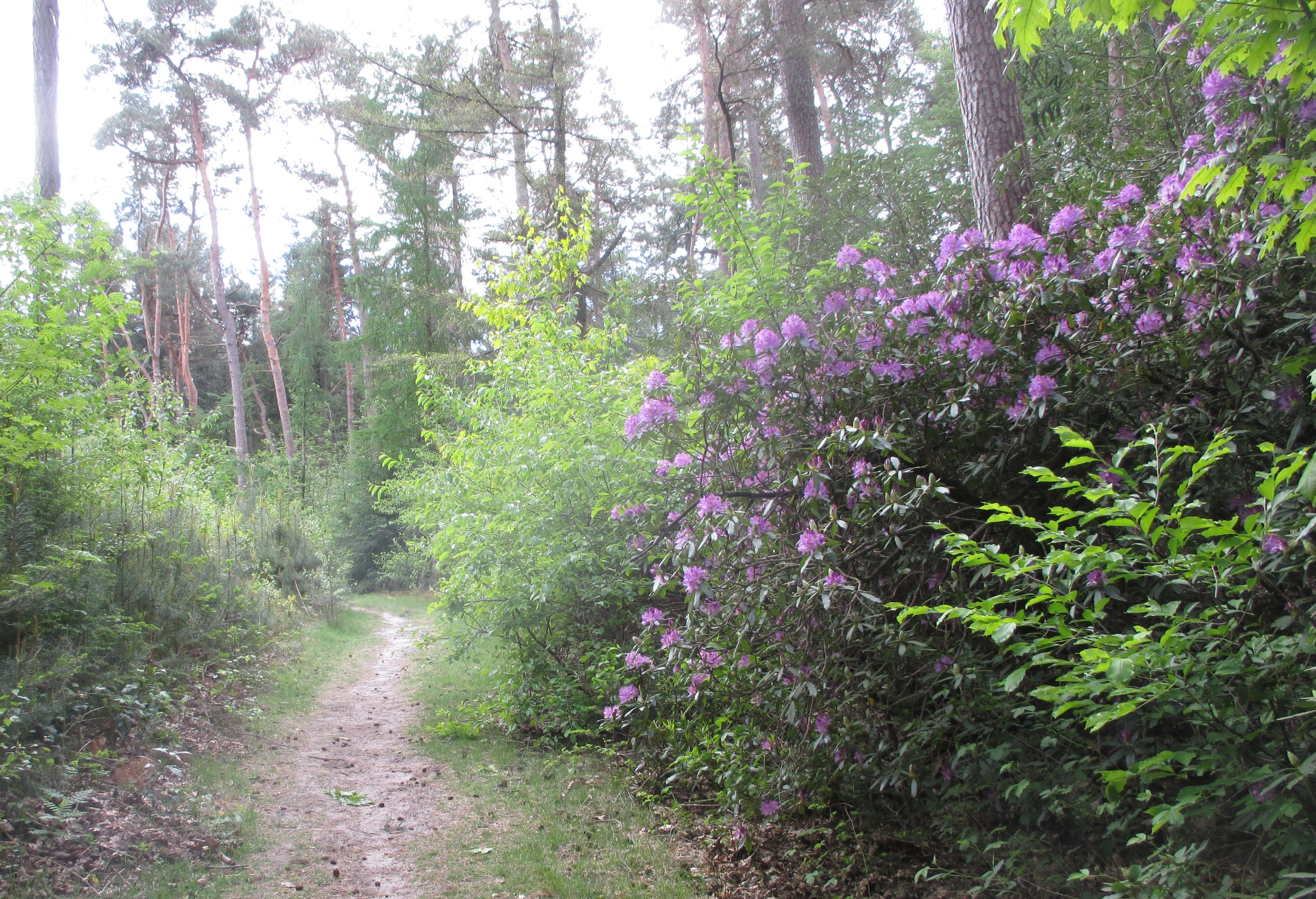
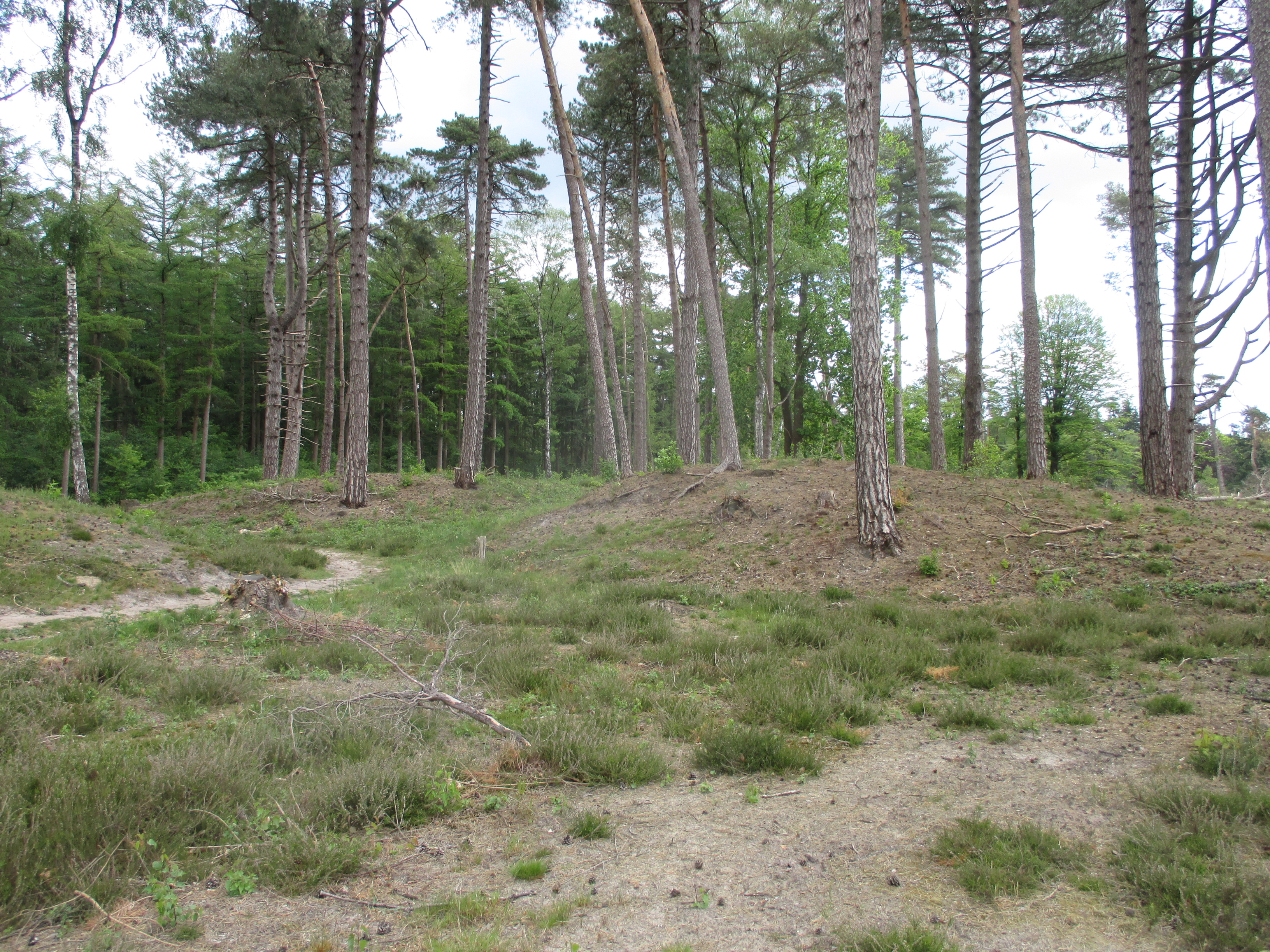
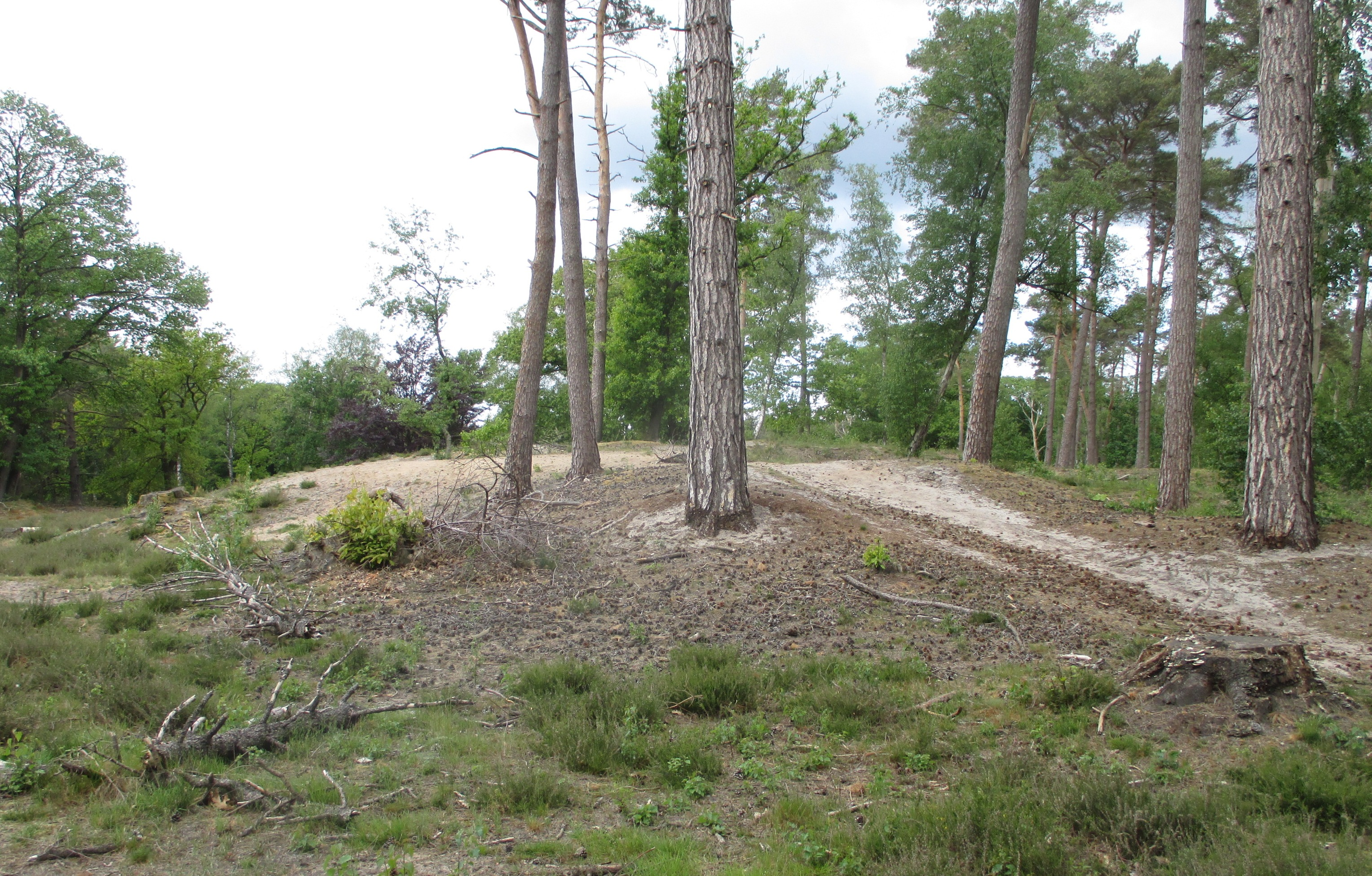
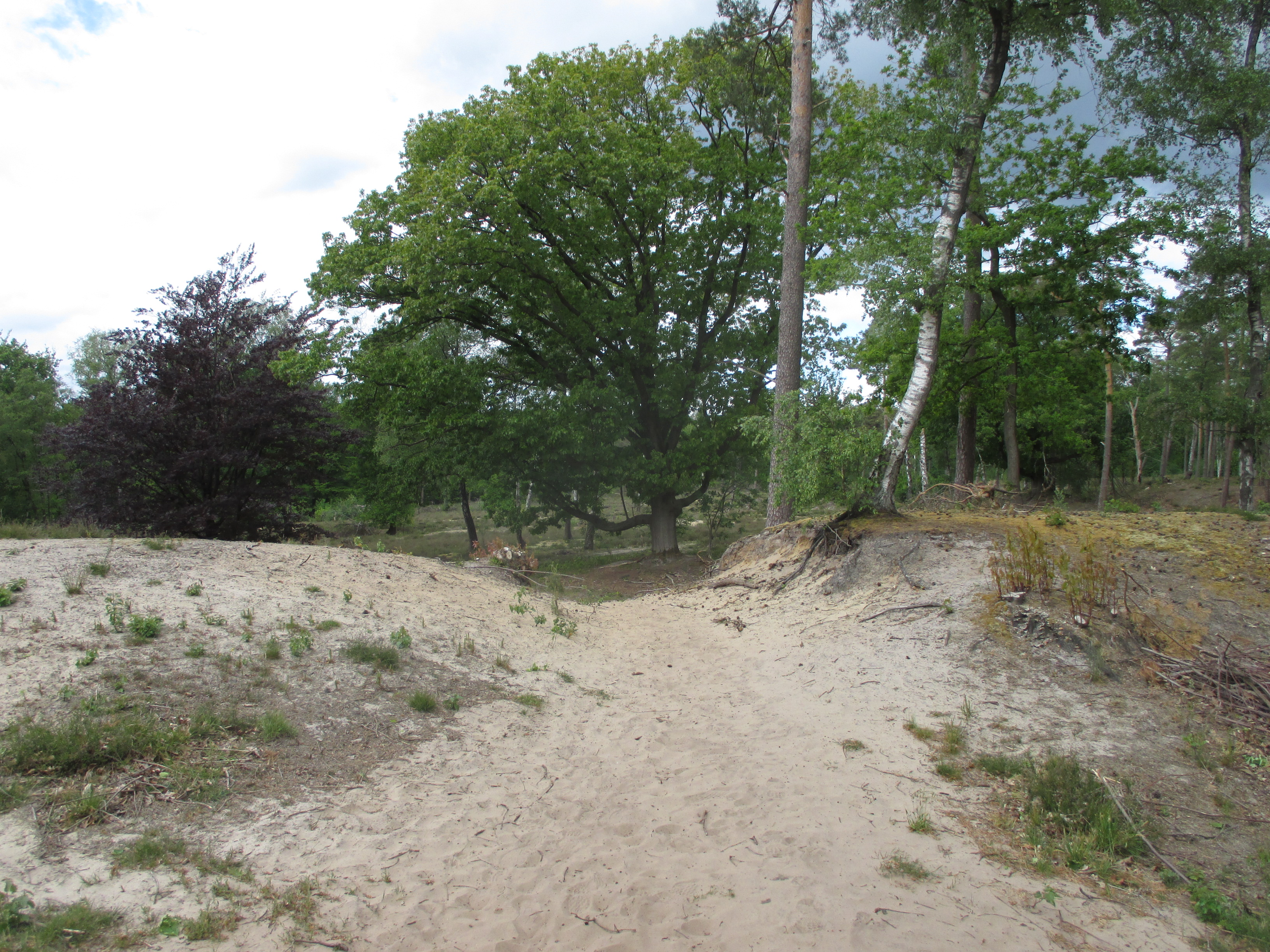
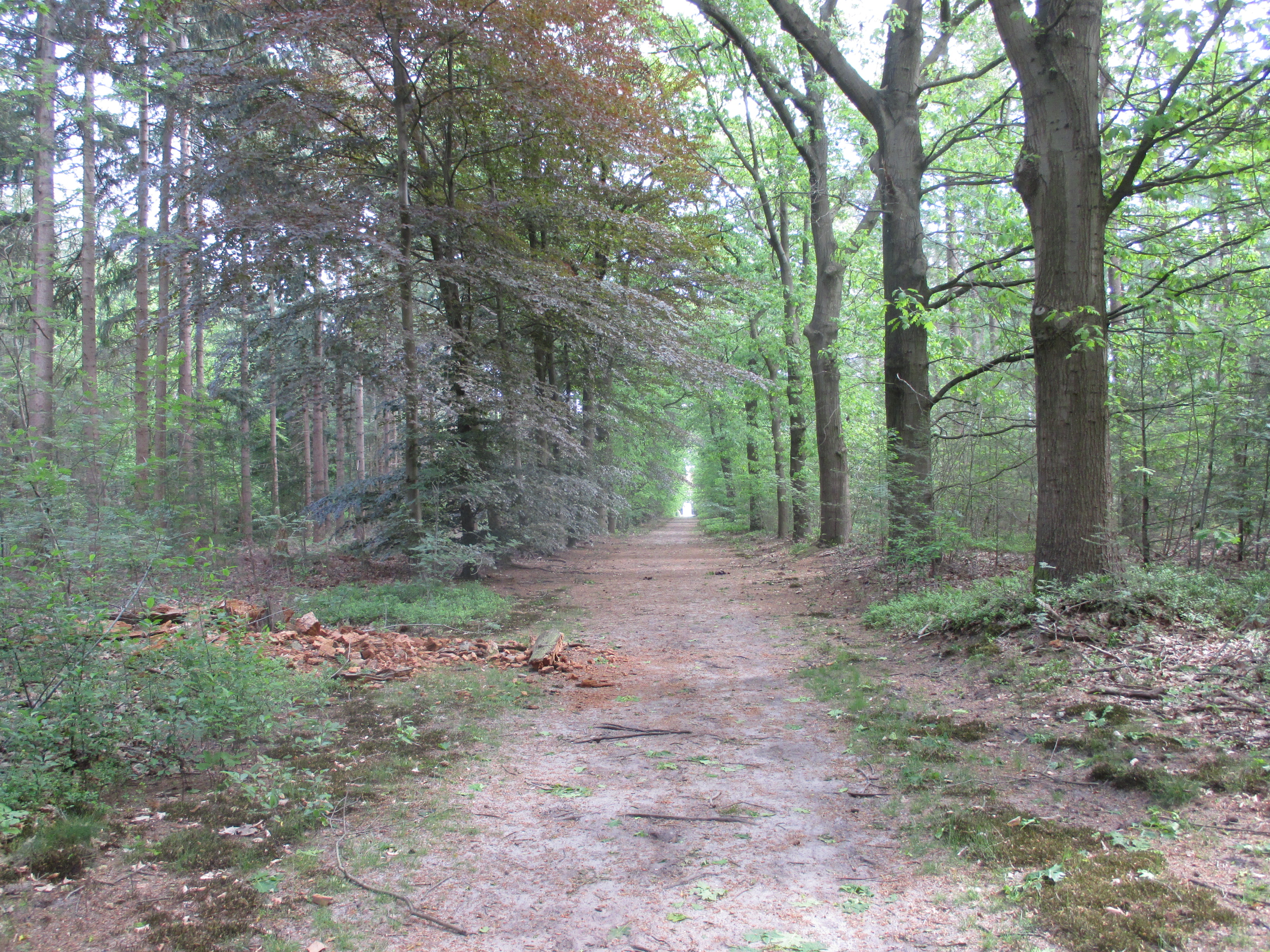

Amerongse Bos
· Amerongse Bovenpolder
· Landgoed Beerschoten
· Beukenburg
· Biltse Duinen
· Birkhoven
· Blauwe Kamer
· Blikkenburg
· Bloeidaal
· Bornia
· Bosch en Duin
· Breeveen
· Broekerbos
· Buitenplaatsen Driebergseweg
· Dartheide
· Elster Buitenwaarden
· Grebbeberg
· Heidestein
· Hoge Ginkel
· Hooge Kampse Plas
· Hoog Moersbergen
· Houdringe
· Juliusput
· Kasteelbos Renswoude
· De Kievit
· Kooilust
· Kozakkenput
· De Krakeling
· Laarsenberg
· De Leyen
· Lockhorsterbos
· Lunenburgerwaard
· Maartensdijkse Bos
· Middelwaard
· Moersbergen
· Niënhof
· Noordhout
· Okkersbos
· Oostbroek
· Over-Holland
· Palmerswaard
· De Paltz
· Panbos
· Plantage Willem III
· Pleinesbos
· De Pol
· Ridderoordse Bos
· Sandenburg
· Sandwijck
· De Schammer
· Stameren
· Landgoed Stoutenburg
· Viaanse Bos
· Viaanse polders en uiterwaarden
· Vikinghof
· Park Vliegbasis Soesterberg
· Vijverbos
· Vijverhof
· Voordorpse polder
· Willem Arntszbos
· Witte Hull
· De Woerd
· Wulperhorst
· Zeisterbos